# 軽作業
軽作業（けいさぎょう）特別なスキル・資格・経験を必要とせず、誰でも比較的短期間で習得可能な単純作業の総称。多くは工場や倉庫における製造補助、仕分け、検品、梱包などが中心で、公共職業安定所（ハローワーク）や求人広告でも頻繁に見られる用語である。

## 意味と誤解
字義的には「軽い作業」と誤解されやすいが、実際には特別なスキルや資格を必要とせず、未経験者も従事可能と募集されている単純作業全般を指す用語である。必ずしも肉体的負担が軽いとは限らず、その作業内容は多岐にわたる。公共職業安定所（ハローワーク）や求人誌などにおいては、主に工場や倉庫内での製造補助・仕分け・梱包といった業務を指すことが多い。、10g以上の重量物（家具、家電、原材料など）の搬出入を伴う仕事もスキルを要しないために軽作業と分類される。こうした重労働的軽作業でも、台車やエレベーターなどの補助機器を使用することで、肉体的な負担の軽減が図られている。更に、IT業界などにおいては、「軽作業」という言葉がしばしばエンジニアリングとは異なる非専門的な雑務（機材の開封、設置補助、資料の印刷や配布など）を指す場合にも用いられる。これらは本来のエンジニア職(技術者職)の業務とは区別されるべき作業だが、職場環境によっては技術職の人員が軽作業に従事することを求められる場合もある。